# Afonso Mesquita
Afonso Mesquita (ur. ?, zm. ?) – piłkarz brazylijski grający na pozycji defensywnego bramkarza.

## Kariera klubowa
Afonso Mesquita występował w Mackenzie São Paulo i Portuguesie São Paulo.

## Kariera reprezentacyjna
W reprezentacji Brazylii Afonso Mesquita zadebiutował 22 października 1922 w meczu z Argentyną w São Paulo. Brazylia wygrała ten mecz 2-1 i zdobyła Copa Julio Roca 1922. Drugi i ostatni raz w reprezentacji Mesquita wystąpił 29 października 1922 w towarzyskim meczu z Paragwajem w São Paulo.